# الكتاب الأبيض (رواية)

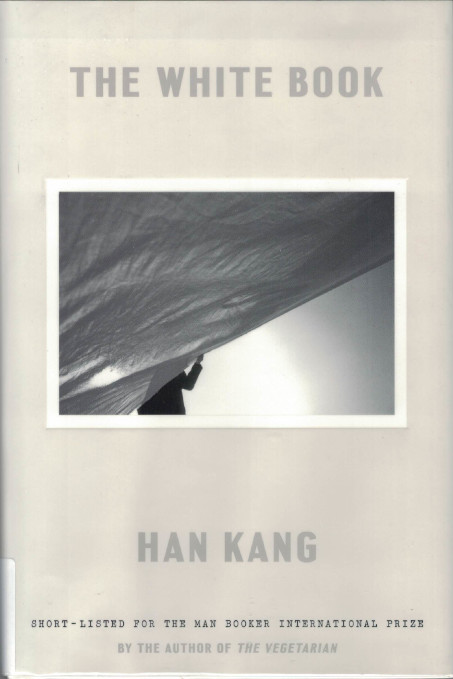
غلاف الكتاب الأبيض النسخة الانجليزية

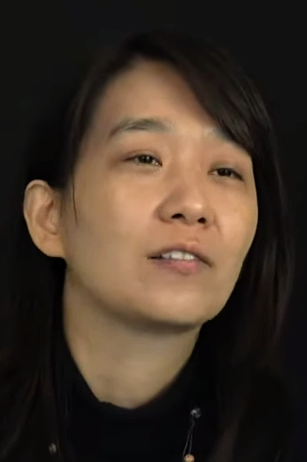
الكاتبة هان كانغ

الكتاب الأبيض (The White Book؛ بالكورية: 흰، هوين، ويُترجم حرفيًا إلى "أبيض") هي رواية صدرت عام 2016 للروائية الكورية الجنوبية هان كانغ، الحاصلة على جائزة نوبل في الأدب لعام 2024، "لنصوصها النثرية-الشعرية المكثفة التي تواجه الصدمات التاريخية وتكشف عن هشاشة الحياة البشرية" ترجمها محمد نجيب إلى اللغة العربية سنة 2016، عن دار التنوير للنشر والتوزيع.
اشتهرت هان كانغ عالميًا بعملها السابق النباتية (النباتية (رواية)). التي رشحت ضمن القائمة القصيرة لـ جائزة مان بوكر الدولية لعام 2018، وهو ما ساهم في تعزيز مكانة الكاتبة على الساحة الأدبية العالمية. تتميز الرواية بأسلوب تأملي وشاعري، وتستكشف من خلاله الكاتبة موضوعات مثل الفقدان، والحزن، والتطهر، من خلال رمزية اللون الأبيض، في مقاطع سردية تتراوح بين النثر والتأمل الفلسفي. وتصور هشاشة الحياة عبر نظرات تأملية قوية في الحياة والموت

## العنوان
يحتفي العنوان باللون الأبيض، وهو لون حيادي، يعد من وجهة نظر علمية ليس لونا حقيقيا فهو يعكس كل الضوء الذي يسقط عليه. وهو لون يستخدم في العديد من الثقافات الآسيوية مثل الصين وكوريا والفيتنام كرمز للحزن والموت ويلبس في الجنازات وهو مرتبط عند معظم الشعوب- بما فيهم العرب- بالطهر والنقاء وقد استعمله العرب منذ القدم للتعبير عن ذلك مثل كلام أبيض، ويد بيضاء. واستخدموا البياض للمدح بالكرم ونقاء العرض من العيوب، وأطلق اسم البيضاء على الحنطة وعلى الشمس والأيام البيض لليالي 13،14،15 لأنّ القمر يطلع فيها من أولها إلى آخرها.

## نبذة
تدور أحداث القصة في مدينة وارسو، بولندا، بعد الحرب العالمية الثانية. وُصِف الكتاب بأنه تأمل ذاتي مجزأ حول وفاة أخت الراوي الرضيعة التي توفيت بعد ساعات قليلة من ولادتها  تستخدم الرواية أسلوبًا سرديًا شاعريا من خلال تأملات قصيرة حول أشياء بيضاء اللون لمناقشة الحزن والخسارة والطبيعة الهشة للروح البشرية. يصف كانج ما مجموعه 65 جسمًا أبيض في الكتاب، بما في ذلك الأرز ومكعبات السكر والثلج، الملح، طائر أبيض، أزهار الزيزفون، قميص رضيع، كفن، قطع السكر، الأرز، وحليب الثدي .

## قائمة الكائنات البيضاء الرئيسية
- أربطة التقميط
- ثوب حديثي الولادة
- ملح
- الثلج
- الجليد
- قمر
- أرز
- الأمواج
- يولان
- طائر أبيض
- "يضحك أبيضًا"
- ورقة فارغة
- كلب أبيض
- الشعر الأبيض
- كفن

## الاراء والانتقادات
اعتبر أن الكتاب الأبيض غير خاضع لتصنيف أدبي. أويمكن اعتباره سيرة ذاتية متخيلة

## ترجمة
- نُشرت الترجمة الإنجليزية بقلم ديبرا سميث لأول مرة في عام 2017[15]